# 梅田善久
梅田 善久（うめだ よしひさ、1945年〈昭和20年〉10月4日 - ）は、日本の政治家。元奈良県香芝市長（1期）。旭日双光章受章。

## 経歴
奈良県北葛城郡下田村 (現香芝市)出身。香芝町役場に入る。香芝市市制施行後は副市長を務める。
2008年香芝市長選挙に立候補し、無投票で当選する。市長を1期務め、2012年に退任した。

## 栄典
- 2015年11月 秋の叙勲で地方自治功労により旭日双光章を受章した[4]。